# Alexander Strauch
Pour les articles homonymes, voir Strauch.
Alexander Strauch est un zoologiste de nationalité allemande, sujet de l'Empire russe, né le 1er mars 1832 à Saint-Pétersbourg et mort le 14 août 1893 à Wiesbaden en Allemagne.

## Biographie
Strauch a fait ses études à la fameuse Sankt Petri Schule de Saint-Pétersbourg. Il devient conservateur du Muséum zoologique de l'Académie impériale des sciences de Saint-Pétersbourg. Ce muséum possède notamment la première collection de Albertus Seba (1665-1736), que Pierre Ier le Grand (1689–1721) a achetée en 1717 ainsi qu'une partie de la seconde collection de Seba acquise en 1752.
Strauch contribue à grandement enrichir les collections existantes, notamment grâce aux diverses expéditions envoyées en Asie, en Sibérie et vers d'autres destinations mais aussi grâce aux échanges qu'il fait avec d'autres muséums.
Il est élu en 1870 à l'Académie des sciences puis obtient la direction du Muséum en 1879, fonction qu'il conserve jusqu'en 1890. Il dirige le département étranger de la Bibliothèque de l'Académie de 1879 à 1891.
Il fait paraître de nombreux travaux sur les amphibiens et les reptiles, en particulier sur les tortues, les serpents de l'empire russe et sur les reptiles de la première expédition Prjevalski en Asie centrale (1876). La plupart de ses publications sont rédigées en allemand. Il n'utilise pas, pour ses travaux de systématique, d'élément d'anatomie interne.